# Чандра Шекхар Сінґх
Чандра Шекхар Сінґх (гінді चन्द्रशेखर सिंह; 1 липня 1927 — 8 липня 2007) — індійський державний і політичний діяч, прем'єр-міністр країни від листопада 1990 до червня 1991 року.

## Життєпис
Народився у селянській родині в штаті Уттар-Прадеш. Ступінь магістра мистецтв здобув в Аллахабадському університеті. Після завершення навчання вступив до лав соціалістичного руху та був обраний секретарем районного відділення Народно-соціалістичної партії. Пізніше став секретарем тієї ж партії у штаті Уттар-Прадеш. У 1955—1956 роках займав пост генерального секретаря партії. 1962 року був вперше обраний до складу Радж'я Сабхи від рідного штату. 1967 року вперше став депутатом Лок Сабхи.
Палко критикував діяльність Індіру Ганді, за що був заарештований. Після скасування надзвичайного стану був звільнений. Згодом він очолив Народну партію. За результатами наступних парламентських виборів Народна партія змогла сформувати коаліційний уряд, який очолив Морарджі Десаї.
10 листопада 1990 року Чандра Шекхар Сінґх сам став головою уряду. Спочатку Індійський національний конгрес надавав підтримку його кабінету, але невдовзі стосунки були зіпсовані. ІНК звинуватив прем'єр-міністра у стеженні за Радживом Ганді. ІНК заблокував роботу парламенту, і 6 березня 1991 року Чандра Шекхар Сінґх оголосив про свою відставку.